# 刘亮程

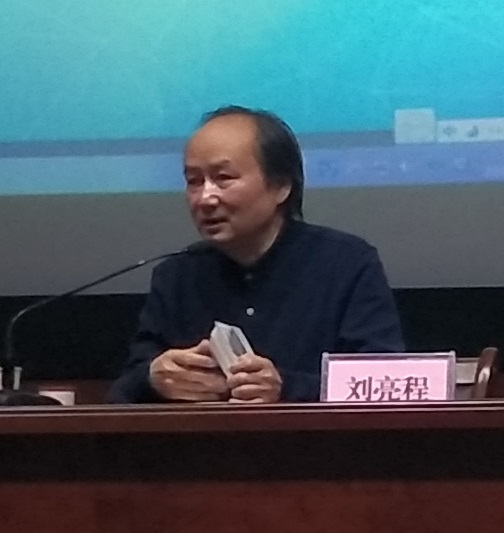
刘亮程在兰州大学，2018年11月30日。

刘亮程（1962年—），男，新疆沙湾人，中国散文家、小說家。

## 生平
早年做过农民、牧民，还当过乡农机管理员。1998年出版的《一个人的村庄》让他一举成名，在评论界引发了热烈讨论。这部散文集并没有明显的时代感，而是表达一种“自然生存”的体会。其作品受到李锐、李陀、方方、南帆、蒋子丹等作家、评论家的推荐。至此之后，他的散文和评论在《书评周刊》《作家文摘》《新华文摘》《江南》等报刊上大量发表。

## 作品
刘亮程曾出版诗集《晒晒黄沙梁的太阳》，来到乌鲁木齐后主要从事散文创作，著有散文集《风中的院门》《一个人的村庄》《库车行》等。
另外，还写有长篇小说《虚土》。

## 奖项
曾获2001年冯牧文学奖文学新人奖。2023年，長篇小說《本巴》獲得第十一屆茅盾文學獎。